# 松浦為王
- 松浦為王
- 松浦爲王

松浦 為王（まつうら いおう、1882年（明治15年）1月8日 - 1941年（昭和16年）12月15日）は、日本の俳人。本名は磐。

## 人物
神奈川県横浜市生まれ。横浜商業学校を卒業後、横浜正金銀行に勤務。
「ホトゝギス」創刊のころより、高浜虚子、内藤鳴雪に師事。横浜に、ホトトギス派の句会・連友会を組織した。
1928年（昭和3年）5月、俳句雑誌「俳人」を創刊主宰。“深刻なる句、平明なる句、気迫の籠りたる句”を標榜、首唱し、杉本禾人、浜井武之助らが参加した。1936年（昭和11年）、通巻100号をもって終刊。
編著に『太祇百句評釈』、『鳴雪俳句集』がある。
画家で正岡子規門下の俳人でもあった下村為山に絵画を学び、長唄も嗜んだ。

## 代表句
- 鉾ひきや角まで飾る牛の声
- 茶屋の灯を牡蠣船かけて飾るかな